# 寺前站

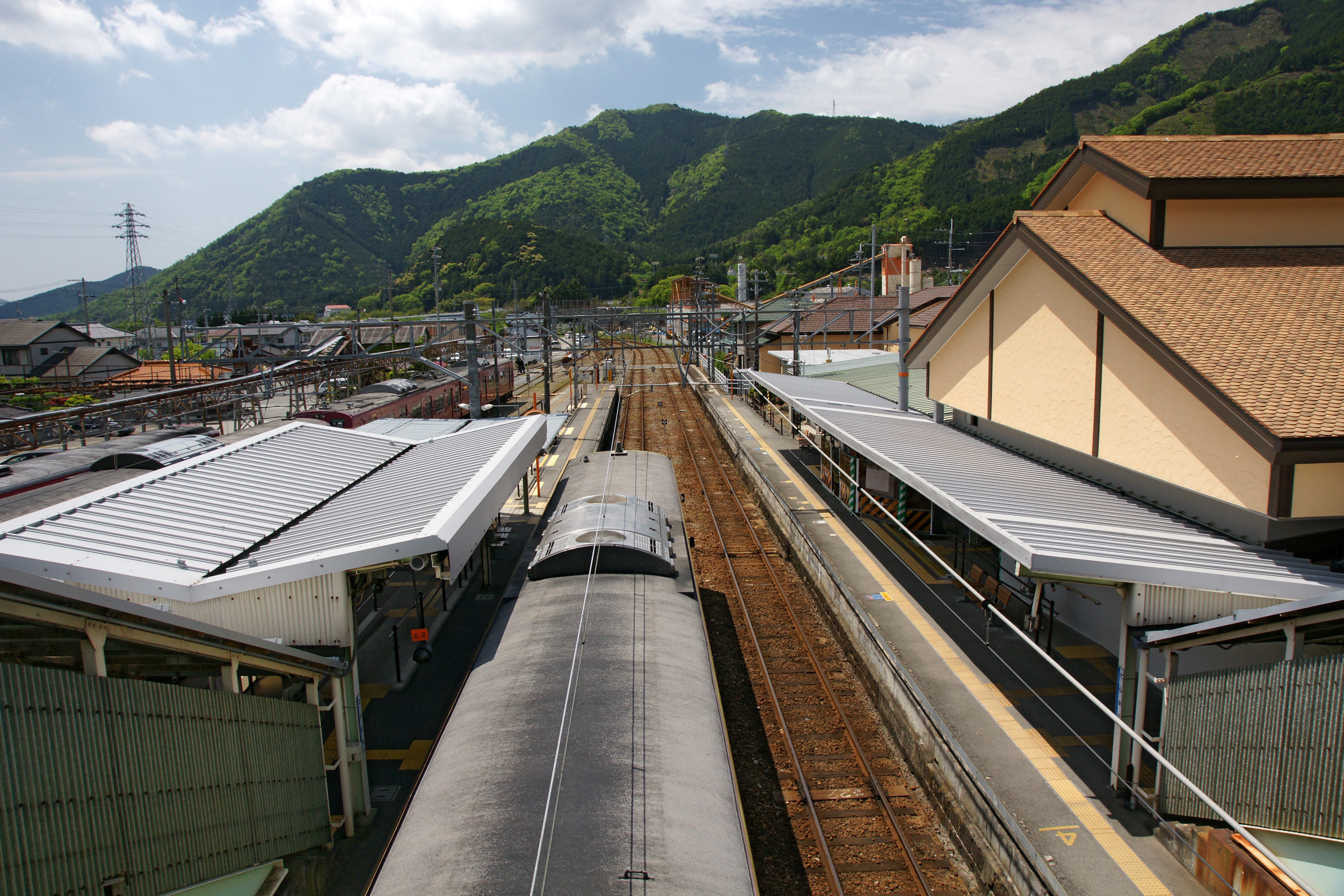
左邊為2、3號月台，右邊為1號月台和車站大樓

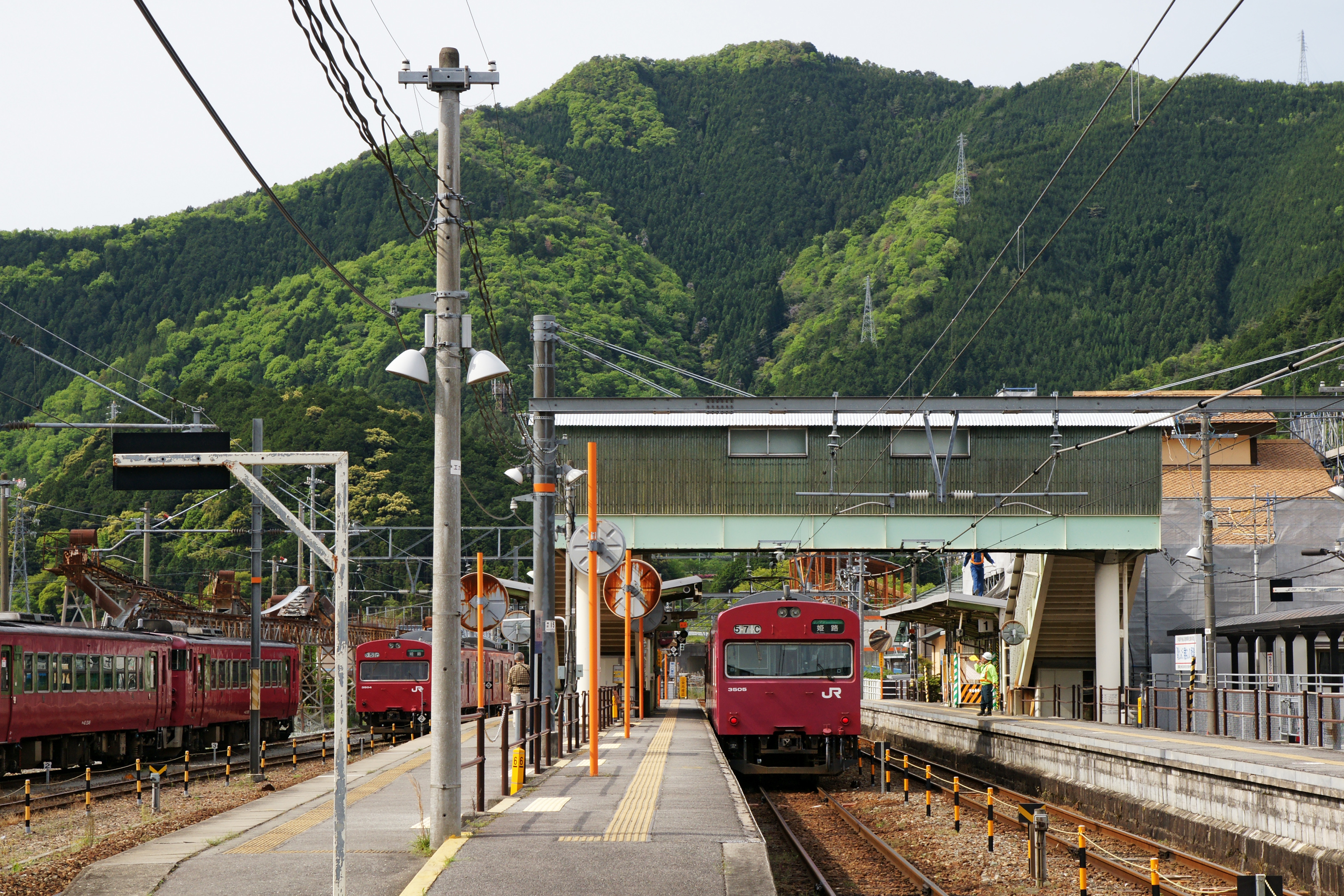
左邊為2、3號月台，右邊為1號月台與跨線橋

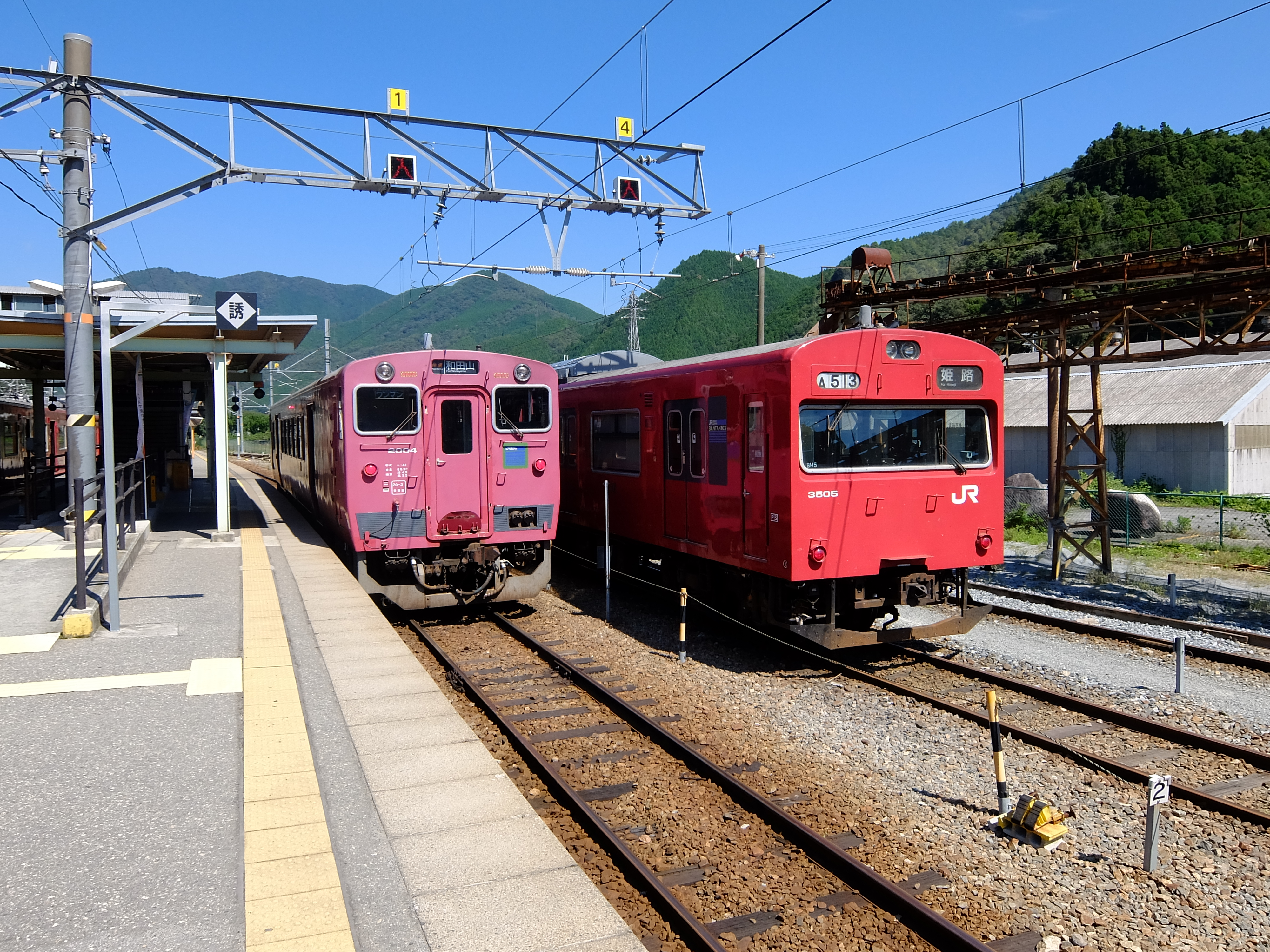
此站是電氣化和非電氣化的邊界，因此需要在此站轉乘列車

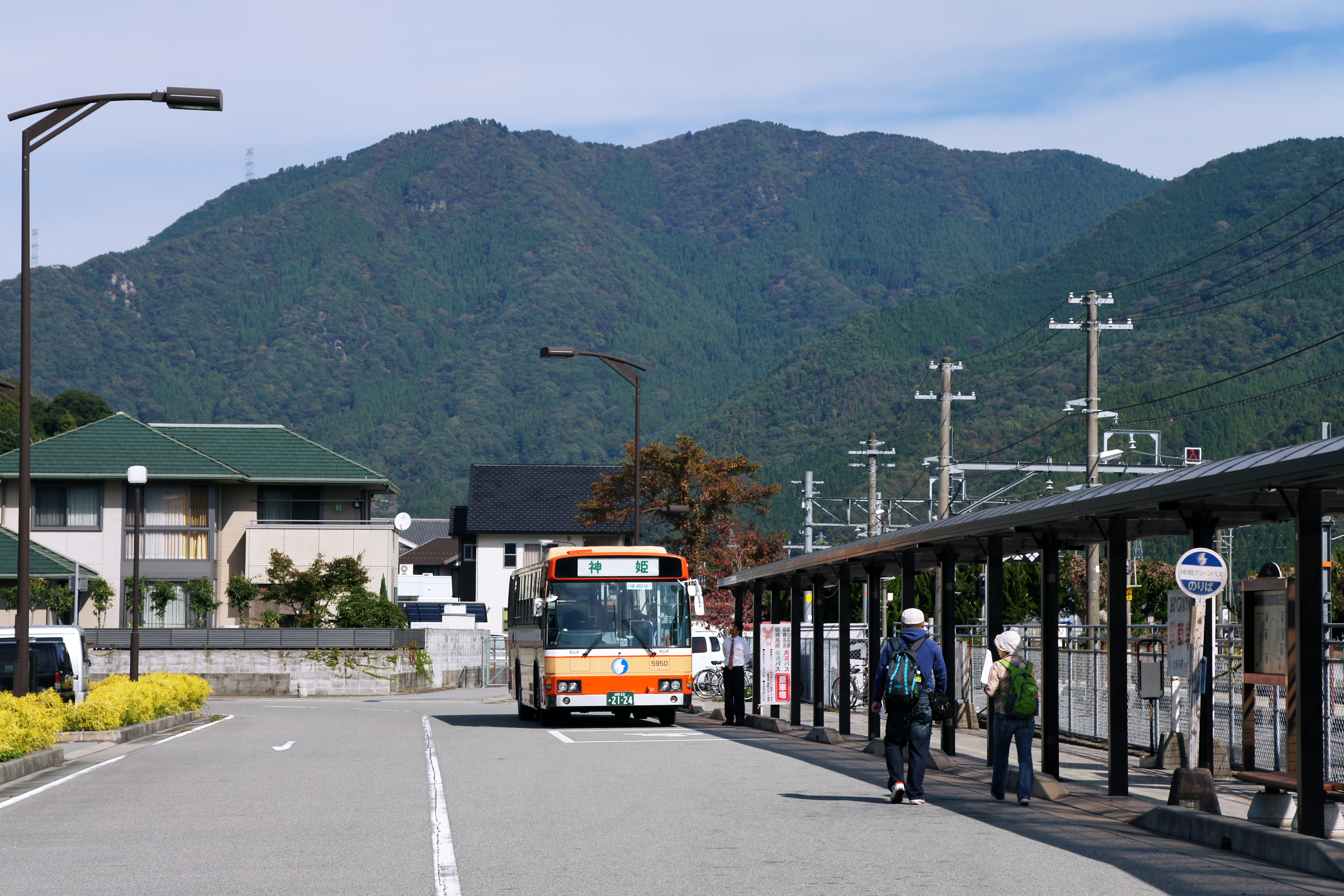
巴士總站

寺前站（日语：／ Teramae eki */?）是位於兵庫縣神崎郡神河町鍛冶字八重向142番2號，西日本旅客鐵道（JR西日本）的播但線車站。此站為神河町的代表車站。
此站至姬路站之間各站可使用ICOCA等IC卡。在2021年春天，預計生野站 (兵庫縣)、竹田站 (兵庫縣)和和田山站也可使用IC卡。

## 歷史
- 1894年（明治27年）7月26日 - 播但鐵道（日语：播但鉄道）姬路站至此站開通，此站啟用[1]。開始提供旅客和貨運服務。
  - 當時車站地址為兵庫縣神西郡寺前村（日语：寺前村）鍛冶字八重向。
- 1895年（明治28年）1月15日 - 播但鐵道 此站至長谷站開通。
- 1896年（明治29年）4月1日 - 隨著神崎郡成立，車站地址變為兵庫縣神崎郡寺前村鍛冶字八重向。
- 1903年（明治36年）6月1日 - 播但鐵道轉讓營業權至山陽鐵道，成為山陽鐵道車站。
- 1906年（明治39年）12月1日 - 根據鐵道國有法（日语：鉄道国有法），山陽鐵道被國有化，成為官設鐵道車站。
- 1909年（明治42年）10月12日 - 制定路線名稱，此站成為播但線車站。
- 1955年（昭和30年）3月31日 - 隨著大河內町（日语：大河内町）成立，車站地址變為兵庫縣神崎郡大河內町鍛冶字八重向。
- 1982年（昭和53年）10月2日 - 結束車載貨物起卸業務。另外設置了棚車專用貨物月台。
- 1987年（昭和62年）4月1日 - 伴隨國鐵分割民營化，車站由西日本旅客鐵道（JR西日本）營運。
- 1996年（平成8年）6月17日 - 在上午7時，此站收到威脅電話，聲稱「寺前至和田山之間裝了炸藥」，經過約3小時的安全檢查後列車服時重開[2]。
- 1998年（平成10年）3月14日 - 姬路站至此站之間電氣化，使此站成為電氣化和非電氣化的邊界站[1]。
- 2005年（平成17年）11月7日 - 隨著神河町成立，車站地址變為現時地址。
- 2010年（平成22年）
  - 當年 - 翻新車站大樓[1]。
  - 4月17日 - 在車站鄰接的觀光交流中心啟用[3]。
- 2016年（平成28年）3月26日 - 此站可使用IC卡「ICOCA」[4]。站內設置了IC卡專用簡易閘機。

## 車站構造
車站是一座地面車站，設有2面3線的月台，可進行列車交會、待避和進行折返。另外也設有列車停泊用的側線。車站大樓位於單式月台（1號月台），各月台之間設有跨線橋連接。在2010年，新車站大樓暫時啟用。隨後，月台編號進行變更，靠近車站大樓的單式月台變為3號月台，島式月台為2和1號月台。
此站為播但線電氣化和非電氣化的邊界站。普通列車必須要在此站轉乘，往和田山方向的班次較少。所有特急「濱風」班次均停站。在1998年3月13日前，半數普通列車在此站折返。
此站是由福崎站管理的直營車站。站內設有綠色窗口、自動閘機和IC卡專用簡易閘機。在車站大樓旁邊設有「Carmine之觀光詢問處」和廁所。
此站設有列車夜間停泊。

### 月台
| 月台    | 路線   | 上下行 | 方向           | 備註                            |
| ------- | ------ | ------ | -------------- | ------------------------------- |
| 1、2、3 | 播但線 | 下行   | 和田山方向     | 特急「濱風」兩方向均使用3號月台 |
| 1、2、3 | 播但線 | 上行   | 福崎、姬路方向 | 特急「濱風」兩方向均使用3號月台 |

3個月台沒有區分方向。所有特急列車均停靠靠近車站大樓的3號月台。普通列車主要停靠在島式1、2號月台，以方便進行轉乘。另外，1號月台由於設有前往和田山的柴油列車停站，因此月台高度較低以方便上落，但是實際上1號月台主要停靠列車均前往姬路方向。

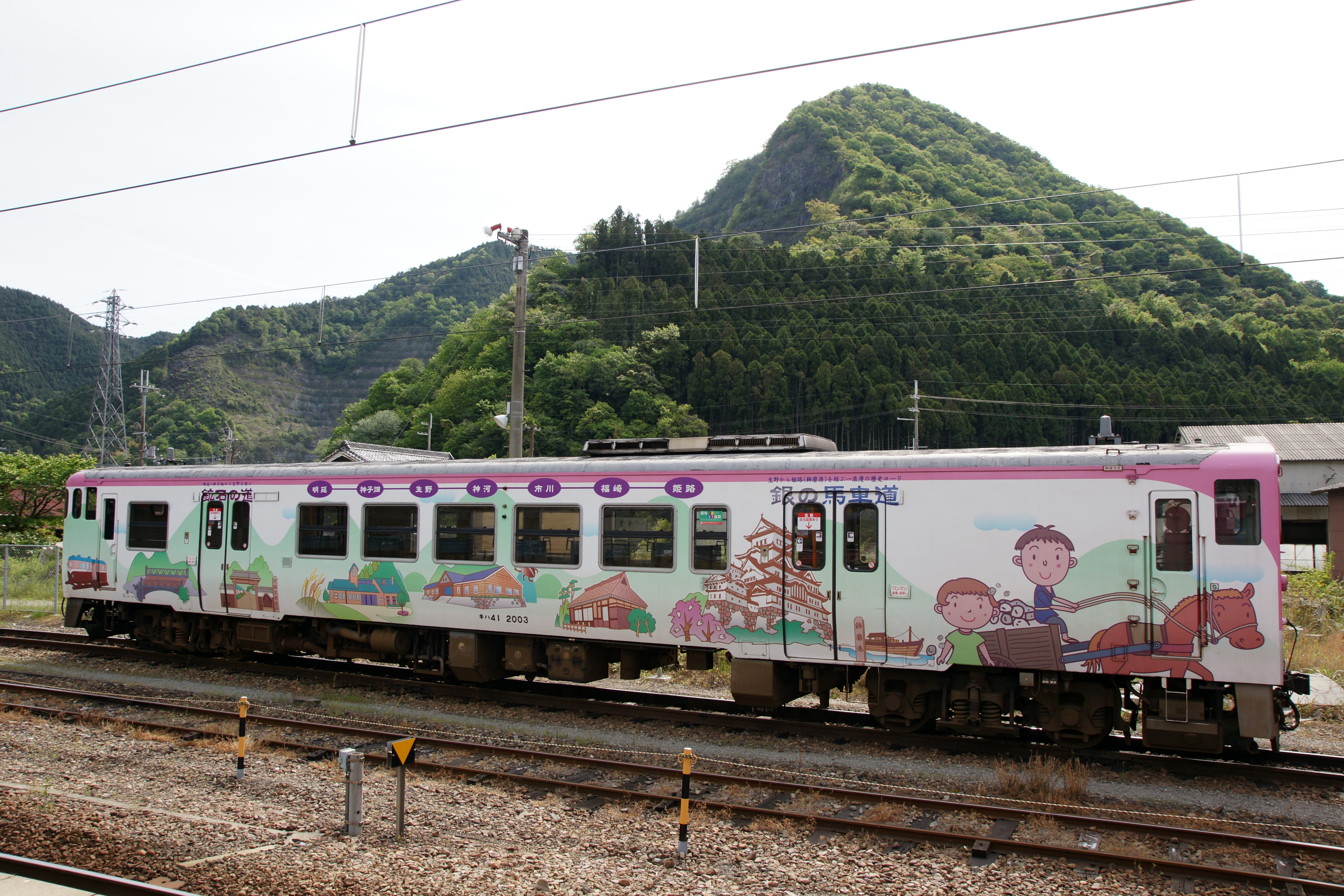
在側線停泊中的「銀之馬車道（日语：銀の馬車道）」主題柴油列車

## 使用狀況
根據「兵庫縣統計書」，2016年（平成28年）度1日平均乘車人次為413人。
以下為近年1日平均乘車人次列表。
| 年度   | 1日平均 乘車人次 |
| ------ | ---------------- |
| 2000年 | 829              |
| 2001年 | 779              |
| 2002年 | 707              |
| 2003年 | 662              |
| 2004年 | 633              |
| 2005年 | 582              |
| 2006年 | 557              |
| 2007年 | 516              |
| 2008年 | 514              |
| 2009年 | 489              |
| 2010年 | 473              |
| 2011年 | 455              |
| 2012年 | 439              |
| 2013年 | 452              |
| 2014年 | 432              |
| 2015年 | 418              |
| 2016年 | 413              |

## 車站周邊
- 神河町觀光協會（車站大樓旁）[1]
- 神河町公所[1]
- 大河內郵局（日语：大河内郵便局 (兵庫県)）
- 神河町立寺前小學（日语：神河町立寺前小学校）
- 神河町立大河內中學（日语：神河町立大河内中学校）
- 法樂寺（日语：法楽寺 (兵庫県神河町)） - 播磨西國三十三箇所（日语：播磨西国三十三箇所）第15號札所，「播州犬寺物語」之舞台
- 福本陣屋蹟
- 徹心寺（日语：徹心寺） - 福本藩藩主池田家的菩提寺
- 市川 (兵庫縣)（日语：市川 (兵庫県)）
- 峰山高原（日语：峰山高原）（距離25分鐘行車時間）[1]
- 砥峰高原[1]
- 神姬綠巴士（日语：神姫グリーンバス）巴士站

## 相鄰車站
西日本旅客鐵道（JR西日本）
 播但線
- 特急「濱風」停車站

■快速
寺前－生野
■普通（在此站轉乘）
新野－寺前－長谷

## 注腳
1. 1 2 3 4 5 6 7 8 9 10 11 12 13 14 15 16 17 18 19 20  . 神戸新聞総合出版センター. 2011-12-15: 159. ISBN 9784343006028 （日语）.
2. ↑  . 毎日新聞 (毎日新聞社). 1996-06-18: 21（兵庫版）.
3. ↑   (PDF). 広報かみかわ (神河町役場). 2010-05-01: 10  [2019-01-27]. （原始内容存档 (PDF)于2019-01-27） （日语）.
4. ↑   (PDF) (新闻稿). 西日本旅客鉄道. 2015年12月18日  [2016-03-26]. （原始内容存档 (PDF)于2016-03-05） （日语）.
5. ↑  兵庫県統計書 （页面存档备份，存于）（日語）

## 外部連結
- 寺前｜車站資訊：JR出門網 - 西日本旅客鐵道（日語）